# Knightsbridge (métro de Londres)
Knightsbridge (en anglais : Knightsbridge tube station, ou Knightsbridge Underground station), est une station de la ligne Piccadilly  du métro de Londres, en zone 1 Travelcard. Elle est située sur la Sloane Street à Knightsbridge dans le borough royal de Kensington et Chelsea sur le territoire du Grand Londres.

## Histoire
La station a été ouverte le 15 décembre 1906 par le Great Northern, Piccadilly and Brompton Railway (GNP&BR, aujourd'hui la ligne Piccadilly). Une fois ouverts, les quais étaient accessibles de la manière standard par quatre ascenseurs et un escalier de secours reliant des passages parallèles et des ponts à mi-chemin le long des quais. Le bâtiment original de la station conçu par Leslie Green était situé sur Brompton Road, à une courte distance à l'ouest de sa jonction avec Knightsbridge et Sloane Street. Une entrée arrière était située sur Basil Street.

## À proximité
- Harrods
- Hyde Park
- Ambassade de France au Royaume-Uni